# Virgil Popescu (compozitor)
Virgil Popescu (26 februarie 1955, Craiova) este un compozitor și instrumentist român.
Studii la Conservatorul de Muzică "George Enescu" din Iași, secția vioară (1975-1981). Din 1980 desfășoară o intensă activitate în domeniul muzicii ușoare și de jazz, colaborând cu majoritatea interpreților importanți de gen din România: Oana Sîrbu, Andra, Monica Anghel, Luminița Anghel, Silvia Dumitrescu, Manuela Fedorca, Angela Similea, Aura Urziceanu și mulți alții.
Din 1986 este membru definitiv al Uniunii Compozitorilor și Muzicologilor din România.
În 1982 scrie muzica pentru spectacolul de teatru "Cum vă place" de W. Shakespeare, pus în scenă la Teatrul Național din Iași.
Între 1984-1990 ocupă funcțiile de chitarist bas, dirijor secund, dar și de orchestrator la Teatrul de Revistă "C. Tănase" din București. În paralel cu această activitate, face parte din formația de jazz "Trio Puiu Pascu" (cu care cântă și în prezent). Participă la numeroase festivaluri de jazz din România.
Timp de 2 ani, între 1985-1987, a colaborat și cu formația de muzică experimentală "Hyperion", condusă de compozitorul Iancu Dumitrescu.
Din 1995, timp de 4 ani scrie în exclusivitate, muzica emisiunii TV pentru copii "Abracadabra", difuzată la postul Pro Tv.
Din 1998 pâna în 2000 susține cu formația proprie compartimentul muzical al emisiunii de mare succes "Chestiunea Zilei", difuzată la același post: Pro Tv.
În 2002 scrie muzica de balet "Visul unei nopți de vară" de W. Shakespeare, pentru o școală de balet din Shweinfurt - Germania. Lucrarea este premiată de U.C.M.R. cu "Premiul anului 2003".
Între anii 2002-2003 susține cu formația proprie compartimentul muzical al emisiunii "Sara bună" de la TVR 1.
Din 2004 până în prezent susține cu formația proprie compartimentul muzical al emisiunii "Garantat 100%" de la TVR 1, moderată de Cătălin Ștefănescu.
A fost căsătorit cu solista Oana Sârbu.
Din 1995 este conducătorul muzical al formației "Zan", formația de acompaniament a lui Nicu Alifantis și este prezent pe toate albumele semnate de acesta:
- 1995 - "Voiaj"
- 1996 - "Nichita"
- 1999 - "Nicu Alifantis 25 ani"
- 2002 - "Neuitatele femei"
- 2005 - "Șah mat"

A făcut și face parte din numeroase jurii ale mai multor festivaluri și concursuri de muzică ușoară pentru copii. În prezent predă muzică la grădinițele "Diandra", "Gradinița mea, școala mea", "Camy".

## Discografie
- "Te iubeam"- 1992 (solista Oana Sârbu);
- "Acel care-a pierdut, ești tu"- 1993;
- "Virgil Popescu și invitații săi"- 1996;
- "Îmi vei lipsi"- 1995;
- "Vine Moș Crăciun"- 1999;
- "Lumea basmelor" - 2000;
- "Te-așteptam să vii Moș Crăciun"- 2006

Prezent pe 10 albume discografice

## Muzică de film
- "Flăcăul cu o singură bretea"- 1990 (regia: Iulian Mihu);
- "Vinovatul" - 1992 (regia: Alexa Visarion);
- Această lehamite (1994)
- Femeia în roșu (1997)